# Tarninów
Tarninów – jedna z dzielnic Legnicy. Zajmuje obszar ok. 45 ha – od ulicy Chojnowskiej do ulicy Złotoryjskiej oraz od ul. Jaworzyńskiej do Parku Miejskiego. Odrestaurowane po 1945 r. oraz po opuszczeniu przez wojska radzieckie terytorium miasta wille, kamienice i budynki użyteczności publicznej tworzą zgraną i harmonijną zabudowę z elementami eklektycznymi z XIX w., a także elementami modernistycznymi z XX wieku.

## Powstanie
Początek Tarninowa datuje się na lata 70. XIX w., z tym, że dzielnica powstawała etapami. Lata 1891–1912 to okres, kiedy wybudowano obecny budynek Kurii legnickiej i Wyższego Seminarium Duchownego wraz z przylegającym Placem Orląt Lwowskich.
Zabytkowa dzielnica willowa została rozbudowana przed II wojną światową, a po 1945 roku Sowieci ogrodzili ją tworząc tzw. kwadrat. Mimo że wojska radzieckie opuściły Legnicę 13 września 1993 r., do dziś w kilku miejscach Legnicy stoją betonowe i ceglane mury oddzielające dawniej „kwadrat” od reszty miasta.

## Wybrane zabudowania
- budynek Kurii legnickiej i Wyższego Seminarium Duchownego, Plac Orląt Lwowskich,
- kompleks budynków po sztabach wojsk niemieckich i radzieckich – obecnie siedziba legnickiego oddziału ZUS, ulica Grabskiego,
- Dom Pomocy Społecznej przy ulicy Grabskiego,
- Willa Teichertów z 1926 r., za czasu pobytu Rosjan nazwana jako Dom Prioma – obecnie restauracja „Rezydencja”,
- budynek prokuratury okręgowej, ulica Grunwaldzka,

## Roślinność
Praktycznie cała dzielnica jest unikatem na skalę krajową, nie tylko ze względu na architekturę, ale również z powodu roślinności, która tam występuje:
- Aleja Grabskiego: bardzo cenna aleja lipowa, mająca przynajmniej 120 lat (ewenement w skali kraju). Pomiędzy lipami rosną świerki,
- licznie występują: grab pospolity, klon zwyczajny, klon jawor, kasztanowiec, robinia akacjowa,
- rzadko występują: jesion wyniosły, klon srebrzysty, lipa amerykańska, cis, świerk kłujący, biota wschodnia, choina kanadyjska, sosna czarna, sosna wejmutka.

W przywillowych ogrodach można znaleźć małe sady, szklarnie i wiele różnorodnych gatunków roślin i krzewów.